# 2002 MN
2002 MN è la designazione data all'asteroide di 73 m che il 14 giugno 2002 transitò a soli 120000 km dalla Terra, circa un terzo della distanza del pianeta stesso dalla Luna, diventando uno degli asteroidi di passaggio ad essersi più avvicinato al pianeta, similmente a 1994 XM1, che passò a soli 100000 km di distanza dall'atmosfera terrestre e, per dimensioni, il maggiore tra quelli transitati a meno di 1 distanza lunare.
2002 MN è stato scoperto solo tre giorni dopo il suo massimo avvicinamento, il 17 giugno 2002, la sua massa e velocità relativa erano nella stessa gamma generale dell'oggetto attribuito all'evento di Tunguska del 1908, che rase al suolo oltre 2100 km² di vegetazione in Siberia.
L'asteroide ha un arco di osservazione di 53 giorni con un parametro di incertezza pari a 6. C'è un cumulativo di 1 su 50.000 possibilità che l'asteroide possa avere un impatto sulla Terra verso il 2100, in particolare per il 16 giugno dello stesso anno.